# Linked by Fate (film 1919)
Linked by Fate è un film muto del 1919 diretto da Albert Ward.

## Trama
Dopo un naufragio, un religioso - prima di morire - sposa due dei sopravvissuti. La coppia viene separata ma riuscirà a riunirsi, salva sulla stessa isola.

## Produzione
Il film fu prodotto dalla G.B. Samuelson Productions.

## Distribuzione
Distribuito dalla General Film Distributors (GFD), il film uscì nelle sale cinematografiche britanniche nell'agosto 1919. Negli Stati Uniti, il film fu distribuito dalla Second National Pictures Corp. con il titolo Broken Shadows.